# Éblange

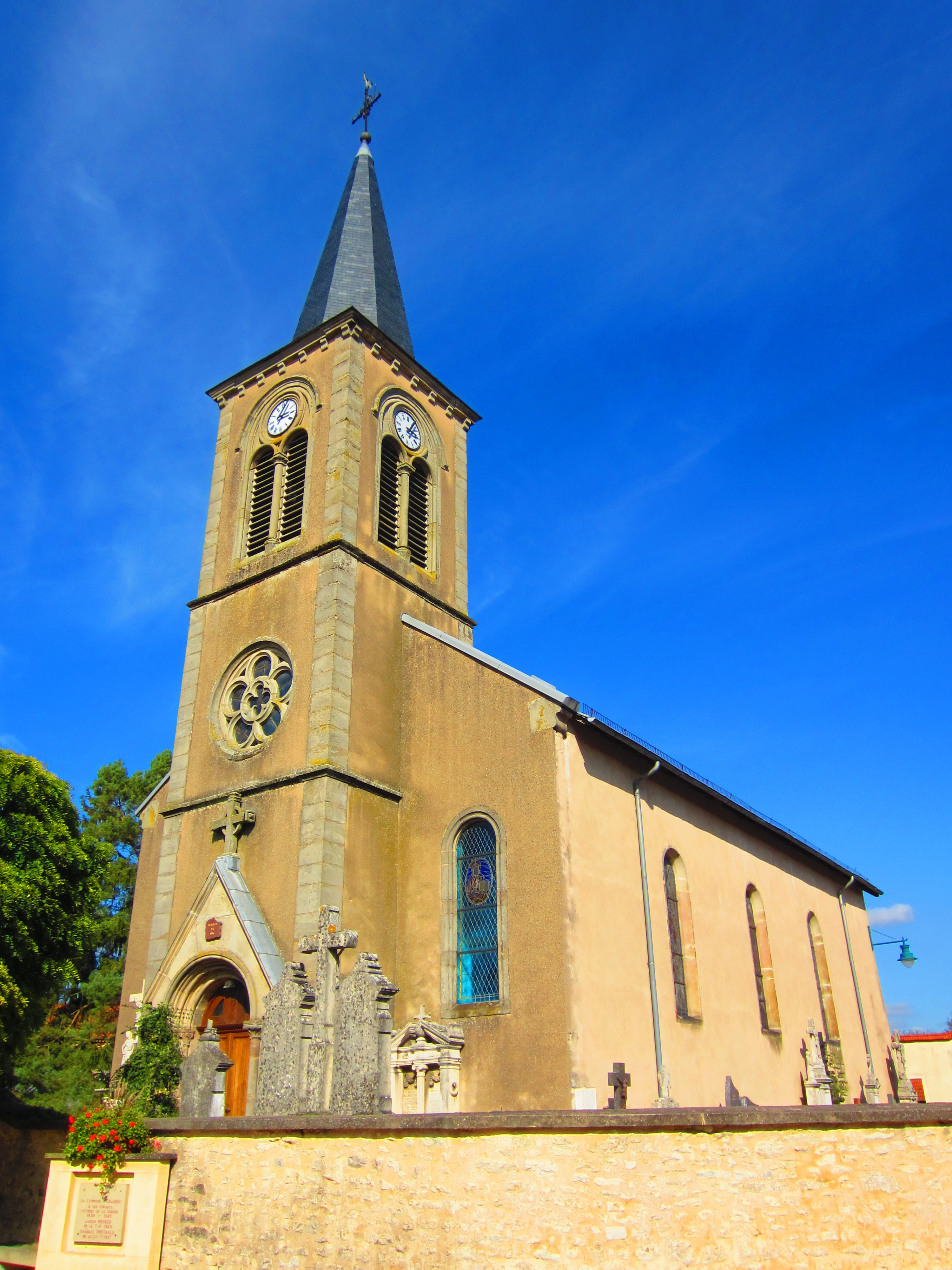
Kirche St. Wendelin

Éblange (deutsch Eblingen) ist eine französische Gemeinde mit 363 Einwohnern (Stand 1. Januar 2022) im Département Moselle in der Region Grand Est (bis 2015 Lothringen).

## Geographie
Die Gemeinde liegt in Lothringen, etwa 30 Kilometer nordöstlich von Metz und 4½ Kilometer nördlich von Boulay-Moselle (Bolchen) am rechten Ufer der Nied und der Schwalbach.

## Geschichte
Ältere Ortsbezeichnungen sind  Eblinga (1121), Ebling (1606) und Eblingen (1681). Die Ortschaft gehörte früher zum Herzogtum Lothringen im Heiligen Römischen Reich.
Durch den Frankfurter Frieden vom 10. Mai 1871 kam das Gebiet an das deutsche Reichsland Elsaß-Lothringen, und das Dorf wurde dem Kreis Bolchen im Bezirk Lothringen zugeordnet. Die Dorfbewohner betrieben Getreidebau und Viehzucht; auf der Gemarkung war ein Gipsbruch.
Nach dem Ersten Weltkrieg musste die Region aufgrund der Bestimmungen des Versailler Vertrags 1919 an Frankreich abgetreten werden. Im Zweiten Weltkrieg war die Region von der deutschen Wehrmacht besetzt.
Einen Kilometer von Ort entfernt stand einst das Dorf Bichingen, das um 1626–1630 während des Dreißigjährigen Kriegs zerstört wurde.

### Bevölkerungsentwicklung
| Jahr      | 1962 | 1968 | 1975 | 1982 | 1990 | 1999 | 2009 | 2019 |
| Einwohner | 145  | 143  | 122  | 217  | 251  | 246  | 342  | 367  |